# История на Люксембург

## Името
Името Люксембург идва от старинно укрепление, което първоначално е наричано Лутцебург, съставено от две думи с немски произход: лутила (малък) и бург (замък). От 963 г. е известно названието Луцлинбургус, а от 1125 г. – Lucelenburgensis en opidum et castrum Luxelenburgensis. През късното Средновековие под влияние на френския език държавата започва да се нарича Люксембург.

## Средновековие (963 – 1477)
Първоначално Люксембург е само укрепление около реките Зауер и Алзет. През 963 г. граф Зигфрид купува укреплението и построява на това място замък, който става център на неговите владения по река Мозел и в Арденските планини. Мъжкото потомство на графа се прекратило през 1136 г. Тогава Люксембург преминава по женска линия към графство Намюр, а след това – към граф Лимбург.
Хайнрих V (1247 – 1281) основава династията Люксембург-Лимбург. Неговият син Хайнрих VI загива в Битката при Воринген, която отделя Лимбург от Люксембург, предавайки първия под властта на Брабантските херцози.
Синът на Хайнрих VI, Хайнрих VII Люксембургски, е избран през 1308 г. за немски крал, под името Хайнрих VII, и основава Люксембургската династия, от която произлизат императорите Карл IV, Венцеслав и Сигизмунд.
След смъртта на Сигизмунд Люксембургски през 1437 г. династиите Люксембург и Хабсбург се сливат в лицето на Албрехт Хабсбургски който се жени за дъщерята на Сигизмунд. Преди това, през 1353 г. Карл IV предава графство Люксембург, издигнато от него в степен на херцогство, на своя брат Венцел. Последният няма наследници и след неговата смърт херцогството преминава от род в род. От 1412 г. то принадлежи на херцозите на Бургундия, а от 1477 г. – на Хабсбургите.

## Влияние на Хабсбургите (1477 – 1815)
В течение на вековете Люксембург силно се разраства. През 1659 испанските Хабсбурги отстъпват значителна част от Люксембург на Франция, а през 1684 г. графството изцяло подпада под властта на Луи XIV.
Според Утрехтския мирен договор от 1713 г. частта от херцогството, която между 1569 и 1589 е била в испански ръце и която, с малки изменения, образува днешните белгийски и независим Люксембург, преминава в австрийски ръце. През 1794 тази част е превзета от Франция, което по-късно е потвърдено с Кампоформийския мирен договор.

## Към независимостта (1815 – 1890)
Виенският конгрес отделя от предишния Люксембург някои области в полза на Прусия, и въобще изменяйки твърде произволно границите му, образува от него самостоятелно велико херцогство, влизащо до 1860 г. в състава на Германския съюз. Според решенията на конгреса короната е дадена на Вилхелм I, крал на Обединена Нидерландия (Нидерландия и Белгия), като компенсация за неговите насауски владения, и Люксембург се оказва в лична уния с Нидерландия. А главният град – Люксембург, втората по укрепеност крепост в Европа след Гибралтар се използвала от германците. Вилхелм използвал нидерландски закони в управлението на херцогството. Но след като белгийската революция от 1830 обхванала и Люксембург, властта отишла в ръцете на белгийското правителство. Великите сили девет години водили преговори за властта над държавата, но накрая през 1839 нейната независимост най-накрая била призната. През 1841 била написана и люксембургската конституция, която през 1848 била демократизирана. Новият велик херцог Вилхелм III (упр. 1849 – 90) предложил нов проект за конституция, който възвръщал почти абсолютната власт на херцога, но тя не била приета. Въпреки това, той пуснал в действие новата конституция и това причинило размирици.
След края на Германския съюз през 1866 люксембургският въпрос отново дошъл на дневен ред. Наполеон III успял да купи земята от Вилхелм III, но това подразнило германците, а самите люксембургци не се интересували от това. Започнали дипломатически преговори, според които Люксембург е независимо велико херцогство, а в Люксембургската крепост Прусия има право да разположи своя гарнизон. През следващите години Вилхелм III се принудил да демократизира конституцията. Той не оставил синове и след смъртта му през 1890 короната попаднала в ръцете на нидерландската принцеса Вилхелмина, неговата дъщеря. От нея властта се предала в бившия граф на Насау Адолф. Той обещал тържествено пред парламента да пази свободата и народа на Люксембург. Популярността му рязко намаляла, когато в парламента бил внесен законопроект за имуществото на херцога и били дадени 5000 за да се уголеми двореца му. Може би това била една от причините, които довели до враждебност към Германия в страната и сближаване с Франция.